# 谷川尼可
谷川尼可（日语：／ Tanigawa Niko），日本漫畫家。由負責分鏡（原作）的（男性）與負責作畫的男女2人組組成。

## 作品列表

### 漫畫作品

#### 連載
- CHOKU！～就這樣一見鍾情！（日语：ちょく!）（《GANGAN ONLINE》2008年11月13日—2010年12月9日）
- 我不受歡迎，怎麼想都是你們的錯！（《GANGAN ONLINE》2011年8月4日—連載中）
  - 我的朋友不受歡迎，怎麼想都是你們的錯。（《月刊GANGAN JOKER》2013年2月號—2015年8月號）
- Number Girl（日语：ナンバーガール (漫画)）（《月刊Comic電擊大王》2010年8月號—2014年10月號、《電擊大王GENESIS》2011年Vol.3—Vol.5、《漫畫電撃大王G（日语：コミック電撃だいおうじ）》Vol.1—Vol.28）
- （《漫畫電擊大王G》Vol.32[3]—Vol.58[4][5]）
- （《最前線》2017年2月14日[6]—2018年5月30日[7]）
- （《MangaONE（日语：マンガワン）》、《裏Sunday（日语：裏サンデー）》2020年8月26日[8]—2020年11月25日）

#### 短篇
- （《GANGAN POWERED（日语：ガンガンパワード）》2008年8月號）
- （《月刊少年GANGAN》2008年9月號、12月號）
- （《月刊少年GANGAN》2008年9月號，收錄於《漫畫選集 王子。（日语：ガンガンコミックスアンソロジー#コミックアンソロジー 王子。）》）
- （《月刊少年GANGAN》2009年3月號，收錄於《CHOKU！～就這樣一見鍾情！（日语：ちょく!）》第2冊）
- （《月刊GANGAN JOKER》2011年11月號）—擔任原作。
- （《黃昏乙女×失憶幽靈×選集》2012年）—為《黃昏乙女×失憶幽靈》選集的貢獻。
- （《月刊GANGAN JOKER》2016年5月號）

### 小說
- （收錄於《我不受歡迎，怎麼想都是你們的錯！ 小說選集》，2019年11月18日發行）
- （收錄於《我不受歡迎，怎麼想都是你們的錯！ 推理小說選集》，2021年8月6日發行）

### 書籍
- 《CHOKU！～就這樣一見鍾情！（日语：ちょく!）》，史克威爾艾尼克斯〈GANGAN COMICS ONLINE〉2009年—2011年，全4冊
- 《我不受歡迎，怎麼想都是你們的錯！》，史克威爾艾尼克斯〈GANGAN COMICS ONLINE〉2012年—，已出版27冊（截至2025年7月11日）
- 《我的朋友不受歡迎，怎麼想都是你們的錯。》，史克威爾艾尼克斯〈GANGAN COMICS ONLINE〉2015年，全1冊
- 《Number Girl（日语：ナンバーガール (漫画)）》，KADOKAWA（原ASCII Media Works）〈電擊Comics NEXT〉，全3冊
- ，KADOKAWA〈電擊Comics NEXT〉2017年—2018年，全2冊
- ，星海社〈星海社COMICS〉2017年—2018年，全2冊
- ，小學館〈MangaONE Comics〉2021年，全1冊[注 1]

## 腳註

## 外部連結
- 《我不受歡迎，怎麼想都是你們的錯！》作品介紹 （GANGAN ONLINE）（日語）
- （pixiv comic）（ComicWalker） （日語）
- （日語）（最前線）
- 谷川尼可的X（前Twitter） （日語）